# 臨港コミュニティ
臨港コミュニティ株式会社（りんこうコミュニティ）は、川崎市川崎区に本社を置く旅行会社。臨港バスグループに所属している。

## 沿革
- 1972年（昭和47年）10月11日 - 臨港トラベルサービス株式会社として設立。
- 2007年（平成19年）10月1日 - 臨港コミュニティ株式会社に商号変更。

## 営業内容
- 旅行業（神奈川県知事登録旅行業 第2-381号）
- 不動産事業（宅地建物取引業：神奈川県知事免許（5）第23603号）
- 商事業（中古車販売他）
- 自家用自動車管理業
- 警備業（交通誘導警備）
- 環境衛生業（清掃他）
- リテール業（定期券発売業務他）